# Teressa Liane
 (juillet 2016).
Si vous disposez d'ouvrages ou d'articles de référence ou si vous connaissez des sites web de qualité traitant du thème abordé ici, merci de compléter l'article en donnant les références utiles à sa vérifiabilité et en les liant à la section « Notes et références ».
Pour les articles homonymes, voir Liane.
Teressa Liane est une actrice australienne née le 11 mars 1988.
Elle est connue pour son rôle de Mary Louise dans Vampire Diaries et d'Angelica dans Into the Badlands.
Elle interprète également le rôle d'Agrippine la Jeune dans la saison 3 de la série Roman Empire produite par Netflix.

## Filmographie

### Cinéma
- 2011 : The Cup : Nurse
- 2012 : Any Questions for Ben? : Bryony, Grid Girl
- 2013 : Audio Commentary : The women
- 2013 : Goldie : Goldie

### Télévision
- 2011 - 2013 : Les Voisins : Rhiannon Bates / Tammy Frazer
- 2015 : Into the Badlands : Angelica
- 2015 - 2017 : Vampire Diaries : Mary Louise
- 2017 : Stitchers : Chloe Marks
- 2019 : Roman Empire : Agrippine la Jeune